# Ivan Žagar (gospodarstvenik)
Ivan Žagar, slovenski gospodarstvenik, * 26. avgust 1923, Hamborn, Nemčija, † ?

## Življenje in delo
Žagar se je leta 1939 zaposlil kot delavec v tekstilni tovarni v Preboldu. Med okupacijo je sodeloval v NOB in v letih 1944−1949 delal v Ministrstvu za narodno obrambo v Beogradu. Zatem se je ponovno zaposlil v Tekstilni tovarni Prebold. Leta 1969 je diplomiral na Višji ekonomsko-komercialni šoli v Mariboru. V preboldski tovarni je bil mojster, obratovodja in tehniški vodja, v letih 1976−1987 pa glavni direktor podjetja. V tovarno je vpeljal sodobno tehnologijo in nove metode vodenja ter pomembno pripomogel k uspešnemu poslovanju podjetja.